# Вашингтон (Оклахома)
Вашингтон (англ. Washington) — місто (англ. town) в США, в окрузі Макклейн штату Оклахома. Населення — 673 особи (2020).

## Географія
Вашингтон розташований за координатами 35°3′16″ пн. ш. 97°29′32″ зх. д. / 35.05444° пн. ш. 97.49222° зх. д. (35.054471, -97.492088).  За даними Бюро перепису населення США в 2010 році місто мало площу 3,84 км², з яких 3,80 км² — суходіл та 0,04 км² — водойми.

## Демографія
Згідно з переписом 2010 року, у місті мешкало 618 осіб у 222 домогосподарствах у складі 171 родини. Густота населення становила 161 особа/км².  Було 253 помешкання (66/км²).
Расовий склад населення:
| - 85,4 % — білих - 4,7 % — корінних американців - 0,2 % — чорних або афроамериканців - 0,2 % — азіатів - 4,2 % — осіб інших рас |

До двох чи більше рас належало 5,3 %. Частка іспаномовних становила 6,0 % від усіх жителів.
За віковим діапазоном населення розподілялося таким чином: 32,4 % — особи молодші 18 років, 58,4 % — особи у віці 18—64 років, 9,2 % — особи у віці 65 років та старші. Медіана віку мешканця становила 31,9 року. На 100 осіб жіночої статі у місті припадало 91,3 чоловіків;  на 100 жінок у віці від 18 років та старших — 90,9 чоловіків також старших 18 років.
Середній дохід на одне домашнє господарство  становив 67 652 долари США (медіана — 57 500), а середній дохід на одну сім'ю — 75 125 доларів (медіана — 72 250). Медіана доходів становила 43 750 доларів для чоловіків та 35 625 доларів для жінок. За межею бідності перебувало 6,2 % осіб, у тому числі 9,1 % дітей у віці до 18 років та 8,2 % осіб у віці 65 років та старших.
Цивільне працевлаштоване населення становило 334 особи. Основні галузі зайнятості: освіта, охорона здоров'я та соціальна допомога — 37,1 %, роздрібна торгівля — 9,0 %, науковці, спеціалісти, менеджери — 8,1 %, сільське господарство, лісництво, риболовля — 7,8 %.